# Hinnerk Scheper
Gerhard Hermann Heinrich Scheper, più noto come Hinnerk Scheper (Wulften, 6 settembre 1897 – Berlino, 5 febbraio 1957), è stato un fotografo, urbanista, designer, colorista architettonico, di colori, pittore di murales e restauratore di monumenti tedesco.

## Biografia

Il cerchio di colori secondo Johannes Itten. (1961) Insegnante di Hinnerk Scheper

Gerhard Hermann Heinrich (chiamato Hinnerk) è nato il 6 settembre 1897 come figlio di Catherine Düne e patrigno mastro falegname Hermann Gerhard Heinrich Scheper. Suo fratello maggiore era Hermann Scheper, nato il 3 aprile 1842.
All'età di 7 anni Hinnerk fu iscritto alla scuola elementare protestante di Wulften nel 1904. Dopo aver terminato la scuola nel 1912, iniziò un apprendistato come pittore con il maestro Gustav Nehmelmann. Con la contemporanea frequentazione di una scuola di perfezionamento nella vicina Osnabrück, Hinnerk ha ampliato le sue conoscenze nelle materie disegno e matematica. Nel 1915, dopo aver superato con successo l'esame da operaio, trovò il suo primo lavoro a Quakenbrück presso il maestro pittore Rudolf Engel e nel 1916 lavorò nell'ufficio postale di Badbergen, da quando il suo istruttore ha ottenuto l'impegno di servire in un cantiere navale di Brema. Nel periodo precedente Hinnerk riuscì a vendere due dipinti che aveva dipinto lui stesso e usò i soldi per comprare la sua prima macchina fotografica. Ha sviluppato le foto nella sua camera oscura auto-attrezzata.

## Il periodo al Bauhaus
Dal 1918 al 1919 ha frequentato la Scuola di Arti e Mestieri con un focus sulla fotografia a Düsseldorf e Brema. Dal 1919 al 1922 studia alla Bauhaus di Weimar nell'apprendistato di base con Johannes Itten e Paul Klee e pittura murale con Itten e Oskar Schlemmer. Hinnerk Scheper ha superato l'esame di maestro come pittore. Nello stesso anno sposò il suo compagno di studi Lou Berkenkamp. Dal 1922 al 1925 Scheper è stato pittore e progettista di colori e durante questo periodo le sue opere per gli edifici di Weimar e Münster rientrano in questa categoria. Dal 1925, Scheper - in successione a Wassily Kandinsky - ha diretto il Workshop per la pittura murale al Bauhaus a Dessau fino alla chiusura definitiva del Bauhaus da parte dei nazionalsocialisti nel 1933.

### La carta da parati del Bauhaus

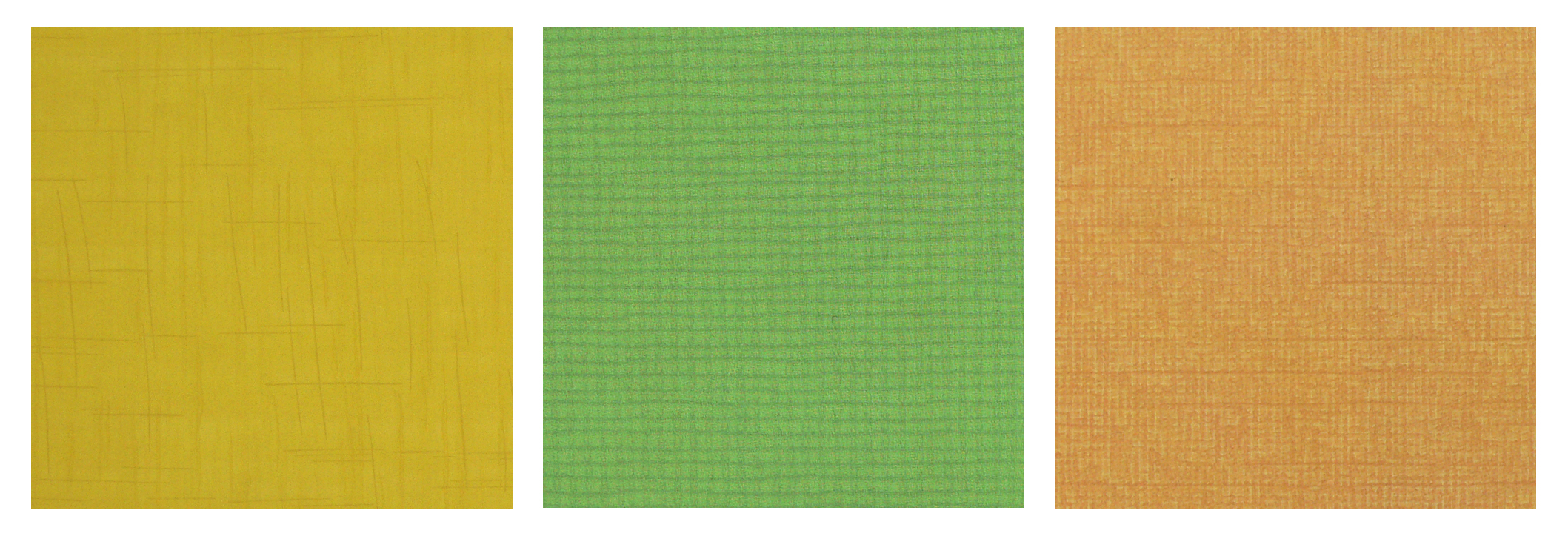
Mostra Bauhaus Parlamento di Stato della Bassa Sassonia tre modelli Bauhaus

Sotto la guida del direttore Hannes Meyer, succeduto a Walter Gropius il 1º aprile 1928, un gruppo fu incaricato di sviluppare i disegni per la collezione di carte da parati del Bauhaus; si trattava di Hinnerk Scheper, Ludwig Hilberseimer, Josef Albers e Joost Schmidt. Hinnerk organizza un concorso di design per i modelli di carta da parati tra i suoi studenti nel laboratorio di pittura murale.
Attraverso Maria Rasch, sorella di Emil Rasch, comproprietario della Fabbrica Fratelli Rasch da parati a Bramsche, il modello di carta da parati è stato stimolato dalla Bauhaus e dalla produzione di carta da parati. La collezione di modelli, composta da quattordici modelli, ciascuno con cinque o quindici varianti di colore, ciascuno con un design strutturato e su piccola scala che poteva essere elaborato senza sprechi. Dopo i primi problemi iniziali, la carta da parati è diventata un completo successo economico e, grazie alla costante modernizzazione, i modelli sono sopravvissuti anche alla chiusura del Bauhaus fino all'attuale gamma Rasch.
(Hinnerk Scheper Review 1955)

## Il tempo a Mosca

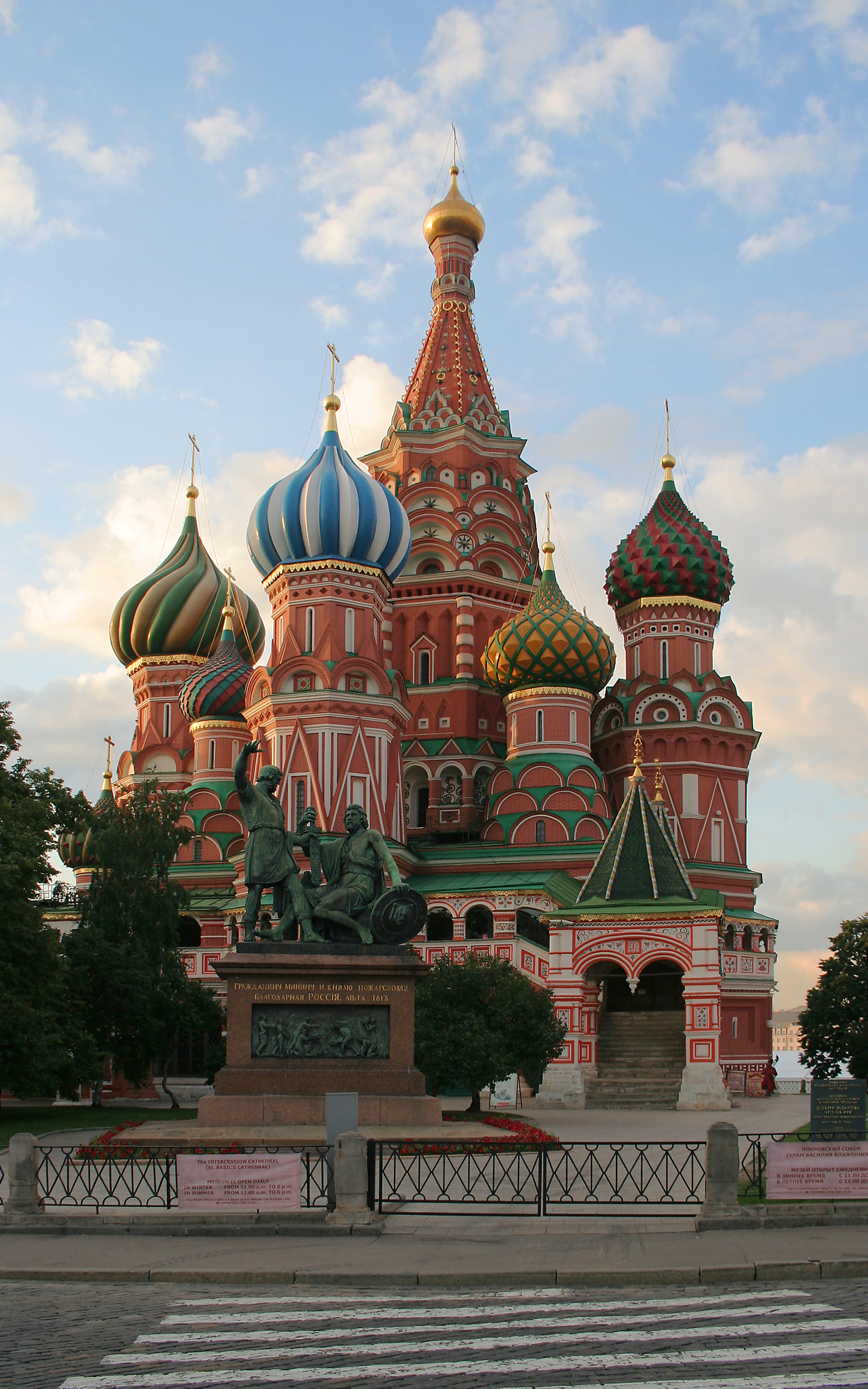
Cattedrale di San Basilio

Dal 1929 al 1931, Scheper era in congedo dal Bauhaus per lavorare in Unione Sovietica, capitale Mosca per creare e gestire un centro di consulenza statale per il design a colori con ufficio di progettazione e attività didattiche associate per tutta l'Unione Sovietica. La signora Lou lo ha accompagnato a Mosca e lo ha aiutato in questo periodo. Il suo collega russo nel "Centro di consulenza per il colore in architettura e paesaggio urbano" (il russo Maljarstroj) è diventato Boris Ender, studente di Michail Matjuschin. Nel 1930 Erich Borchert seguì il suo maestro e nel 1931 rilevò l'ufficio di pianificazione del progetto Maljarstroj da Hinnerk, che tornò in Germania.. Scheper insegnò anche alla scuola di design WChUTEIN. Allo stesso tempo, ha creato serie fotografiche sulle persone e l'architettura in Unione Sovietica.

## Il periodo del nazionalsocialismo
Fino al 1932 ha lavorato con Lou Scheper per diverse agenzie fotografiche a Berlino, mentre dopo il 1934 si è occupato di lavori artistici freelance, di progettazione del colore e di restauro. Nel 1934 i Nazionalsocialisti rifiutarono Hinnerk l'appartenenza al „Reichsverband deutscher Bildberichtserstatter“. Dal 1942 al 1945 Scheper ha fatto servizio militare in Germania.

### Dopo la seconda guerra mondiale

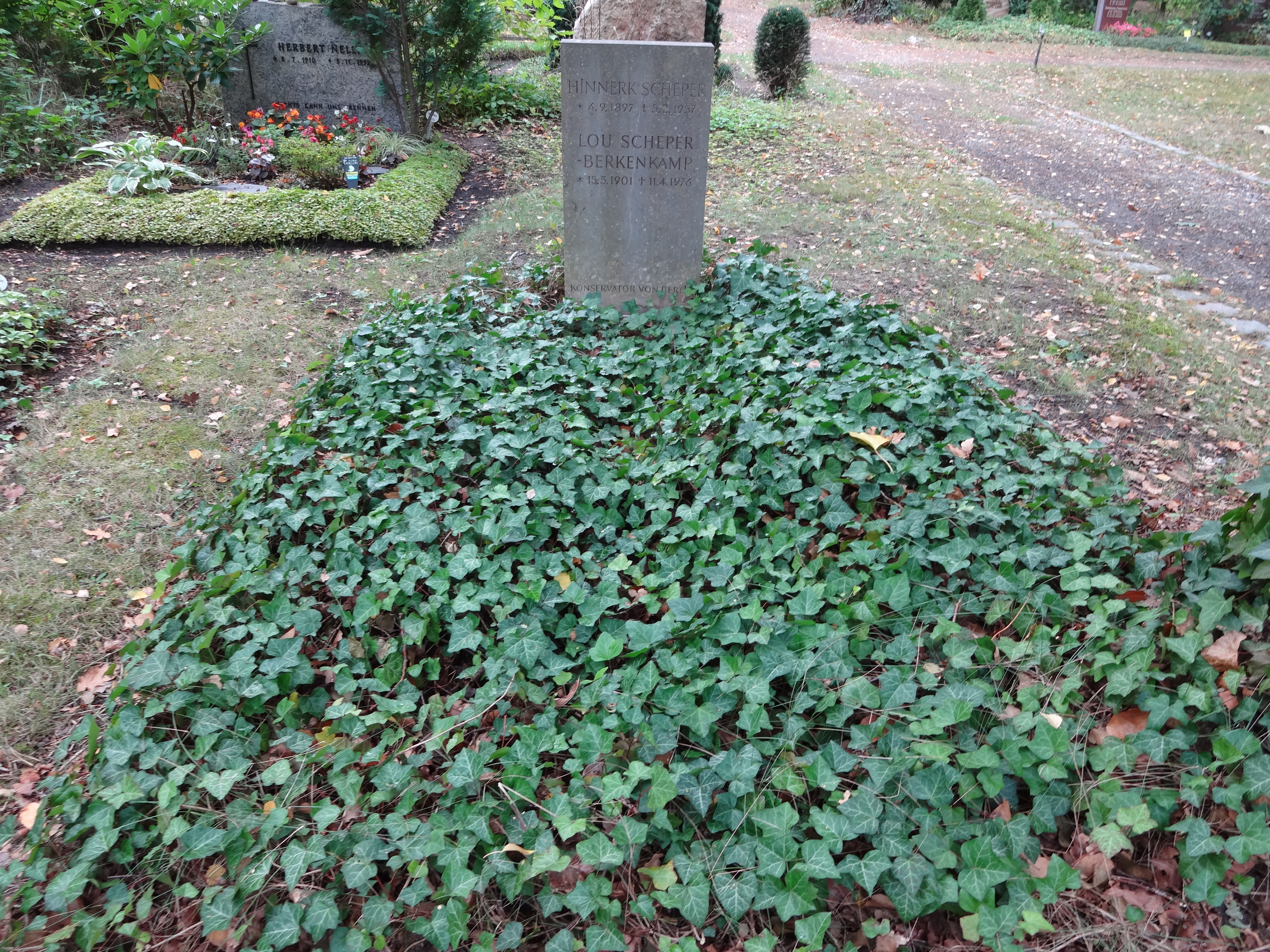
cimitero forestale Zehlendorf tomba di Hinnerk e Lou Schepe-Berkenkamp

Nel 1945 il magistrato di Berlino lo nominò capo dell'Autorità per i monumenti e del Landeskonservator di Berlino. Nello stesso anno è stato uno dei soccorritori della Neue Wache a Berlino, così come l'architetto e curatore di monumenti Selman Selmanagić nel 1949. Durante la divisione di Berlino, Scheper ha protestato senza successo contro lo sfratto della castello di Città Berlino nell'ottobre 1948 dal tedesco Volkspolizei nell'ottobre 1948. La lotta senza speranza contro la demolizione del palazzo, perseguita dal magistrato Berlino Est, ha indotto lui e il direttore del Dipartimento del Palazzo di Berlino, Margarete Kühn a trasferire i loro uffici a Berlino Ovest. Nel 1951 Hinnerk attirò l'attenzione come testimone esperto in una commissione di esperti composta dal professor Richard Sedlmaier di Kiel, dal professor Günther Grundmann e dal dottor jur. Günter Scheefe di Amburgo. La commissione ha smascherato i falsi nella Marienkirche di Lubecca. Dopo la guerra, la "collezione di carta da parati Bauhaus" è stata rimessa sul mercato per la prima volta nel 1950/51, ancora nel vecchio design Bauhaus Carta da parati degli anni Trenta. Hinnerk rimase responsabile del suo design e del suo schema di colori, come lo era stato fino all'inizio della guerra. Dal 1952/53 l'azienda Rasch modernizza la collezione e si orienta ora verso il design scandinavo. Dal 1952 Scheper ricoprì un incarico di insegnante per la conservazione dei monumenti storici presso l'Università Tecnica di Berlino e dal 1953 ricoprì il titolo di Direttore del Governo. Hinnerk Scheper morì il 5 maggio 1957 a Berlino, la tomba comune della coppia si trovava nel cimitero di Zehlendorf.

## Famiglia
Il 22 dicembre 1922 sposa la moglie Lou, nata Hermine Luise Berkenkamp nella chiesa cittadina di San Pietro e Paolo a Weimar.
I seguenti figli sono il risultato del matrimonio:
- Jan Gisbert (* 7 novembre 1923)
- Britta (* 28 marzo 1926; † 14 gennaio 2012)[18]
- Dirk (* 21 agosto 1938)

Sua nuora è diventata la moglie del figlio Dirk, Renate Scheper.

## Opere
I punti salienti del lavoro di Scheper a Dessau sono stati il suo design a colori e il sistema di guida del colore nell'edificio Bauhaus/Dessau e il design a colori delle case dei maestri, nonché quello dell'insediamento di Dessau Törten. Tra i suoi progetti a colori più importanti a Mosca c'è stato l'Edificio Narkomfin da Ginsburg e Milinis..
Scheper ha realizzato interventi di restauro presso il castello Sacrow (Potsdam), l'Corte d'Appello di Berlino, l'Ufficio forestale del Reich e Palazzo del Principe Albrecht a Berlino.  "La ricostruzione di Berlino, in particolare il salvataggio e il restauro di edifici storici, chiese e palazzi, rimane strettamente legata al nome Hinnerk Scheper"
- 1926 Progettazione delle sale espositive della galleria Nuovo Art Fides di Dresda, per la mostra di Paul Klee nel giugno di quell'anno
- Bozza per un sistema di guida a colori nel museo del castello Weimar.
- Design a colori per le aree funzionali dell'Essen Museum Folkwang[20].
- 1945 Neue Wache a Berlino, con Salvataggio inizio attraverso restauro contro i piani di esplosione sovietici.
- Dal 1945 ricostruzione del Schloss Charlottenburg, in particolare le parti costruite di Eosander von Göthe[21]
- 1946 Hinberk Scheper ha la statua equestre del Grande Elettore affondata nel Borsighafen Berlino Tegel. Il sensazionale recupero seguì nel 1948 e, dopo il restauro del 1951, fu riposizionato, ma non più al suo posto originale sul Ponte del Municipio, ma nel Palazzo di Charlottenburg. Per il Senato di Berlino Ovest, un trasferimento nella sede originaria di Berlino Est era fuori questione, poiché per decisione della direzione dello Stato della Repubblica Democratica Tedesca. (RDT) il barocco Castello di Berlino,  è stato fatto saltare in aria nel settembre 1950.[22][5]
- 1949 - 1955 Responsabile del restauro della scala nel Schloss Glienicke e di Georg Wenzeslaus von Knobelsdorff. Ala al castello di Charlottenburg e con il restauratore Erich Demmin[23].
- 1950-56 Ricostruzione della Luisenkirche (Berlino-Charlottenburg)[24]
- 1951 dichiarazione contro il falsario d'arte Lothar Malskat con la sua falsificazione nella chiesa di Santa Maria di Lubecca. Condanna di Malskats il 25 gennaio 1955 per frode.[25].
- 1952-1957 Restauro della Johanniskirche (Berlino), sotto la direzione degli architetti Otto Bartning e del professor Werry Roth (1885-1958) nello spirito di Karl Friedrich Schinkel.
- 1954 Il curatore della città Hinnerk fa seppellire le figure della Viale della Vittoria nel parco del Schloss Bellevue sotto il più stretto segreto per proteggerle dagli Alleati e Comunisti. I berlinesi chiamavano il Viale della Vittoria il loro "Viale delle bambole". Con il consenso del Presidente federale (Germania) Walter Scheel di allora Le figure non sono state nuovamente scavate fino al 1979 nel corso dell'azione "Salva i monumenti".[26][27]
- Impegno per la conservazione e l'attenta ricostruzione della Berlino barocca (1734/1735)[28]

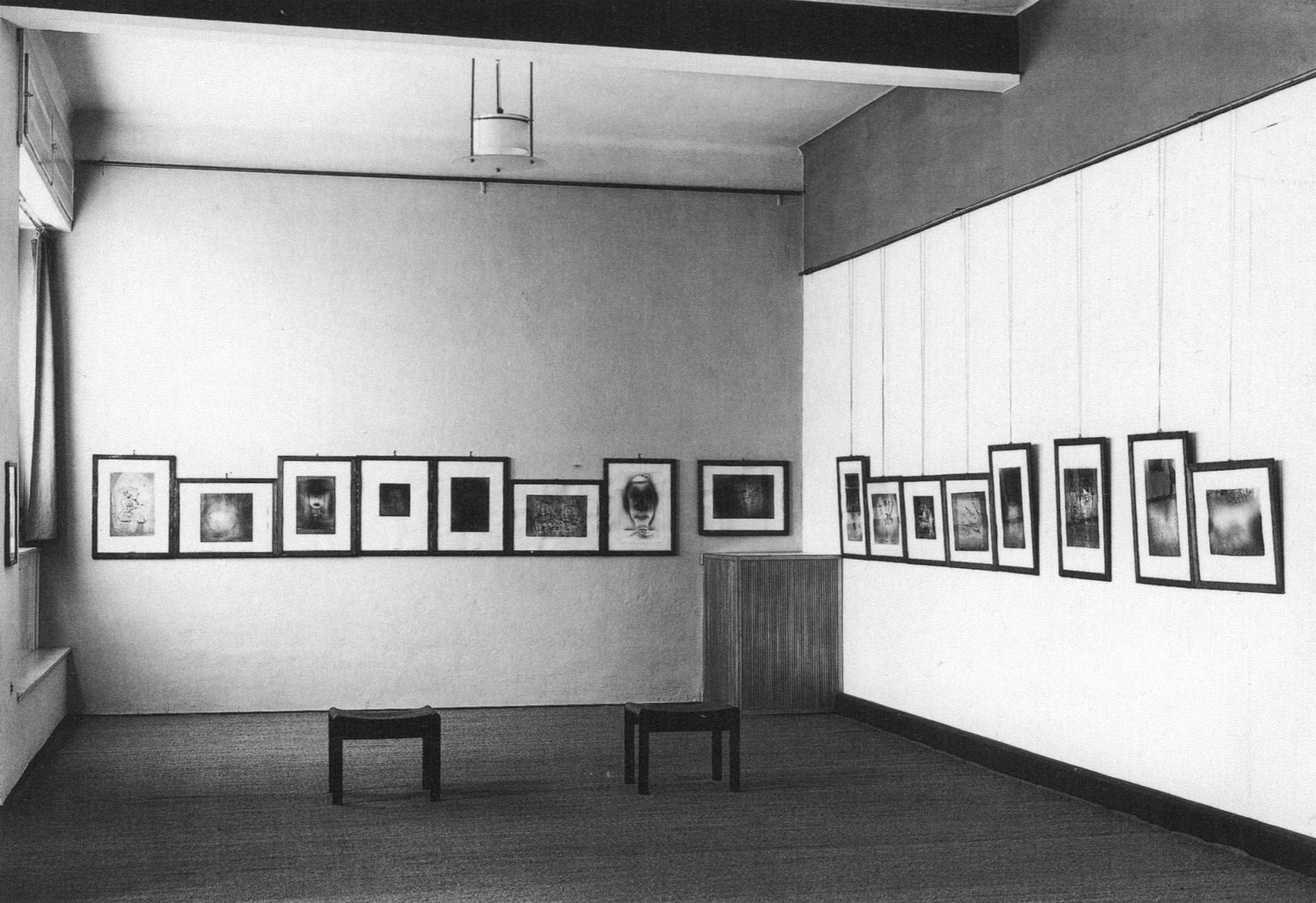
Galleria Nuova Arte Fides 1926
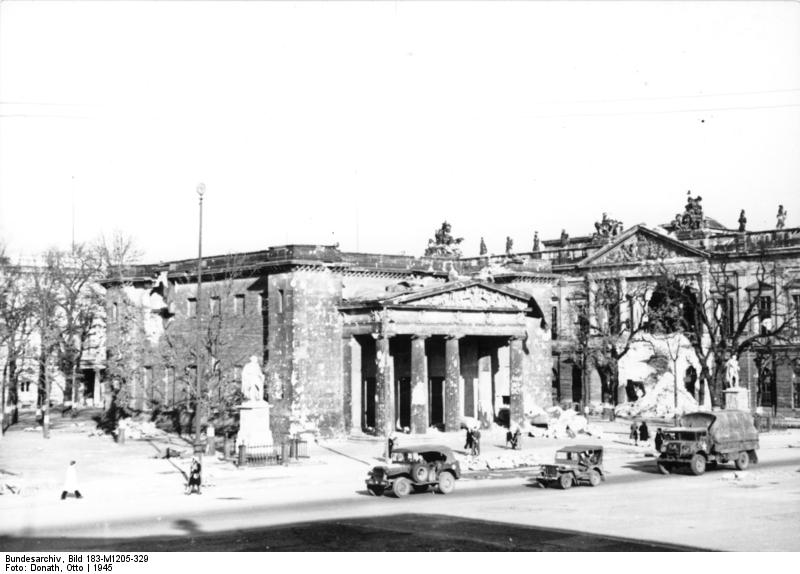
Veduta della Nuova Guardia dopo la distruzione nella Seconda Guerra Mondiale, 1945
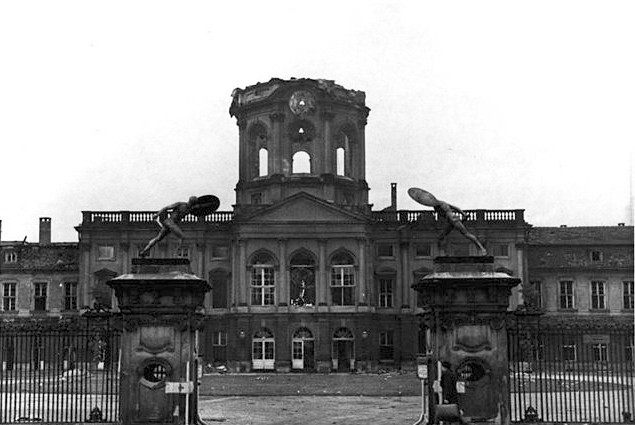
Palazzo Charlottenburg dopo il raid aereo del 22 novembre 1943
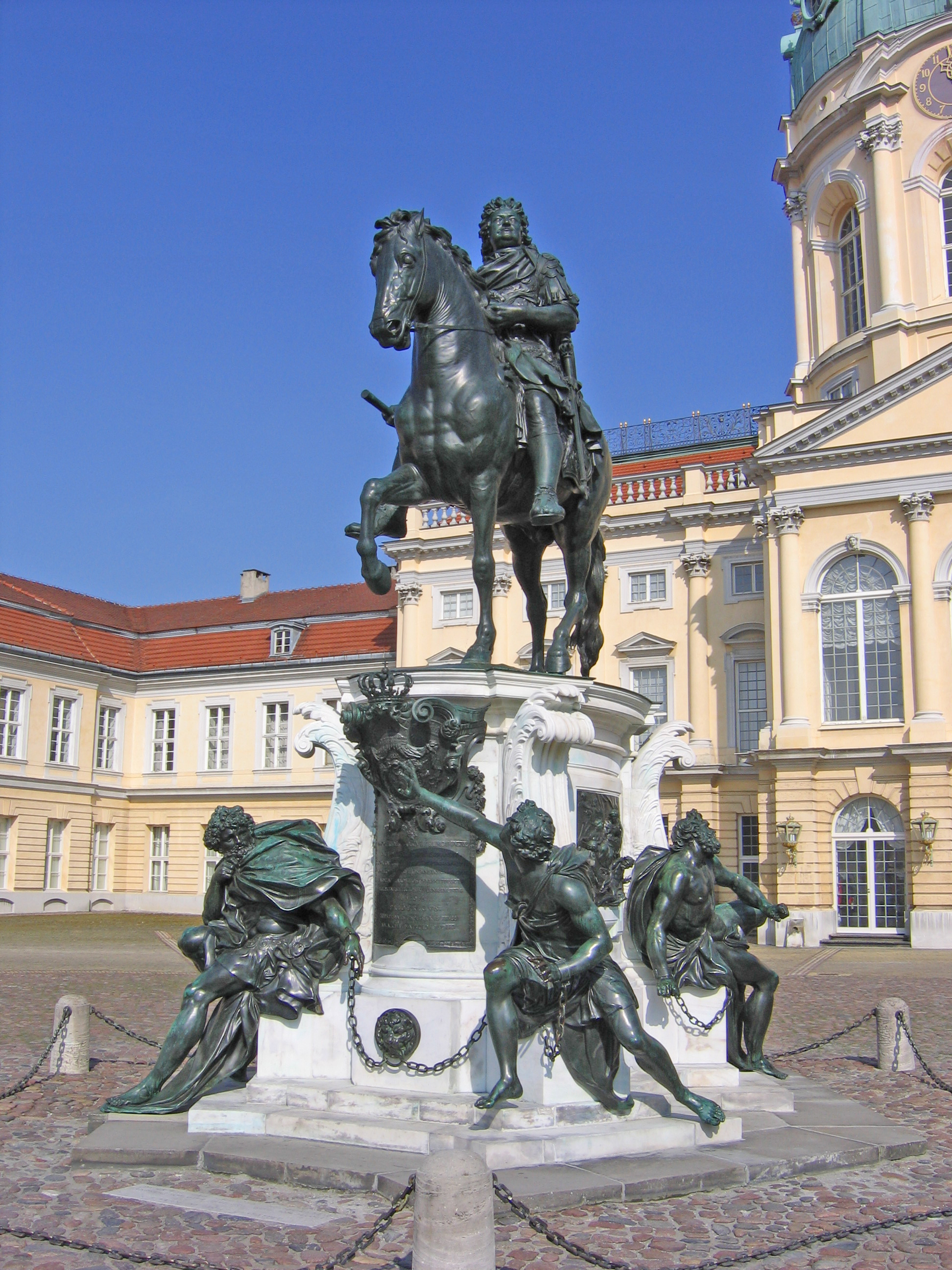
Statua equestre del Grande Elettore Elettore alla Corte d'Onore del Palazzo di Charlottenburg Berlino
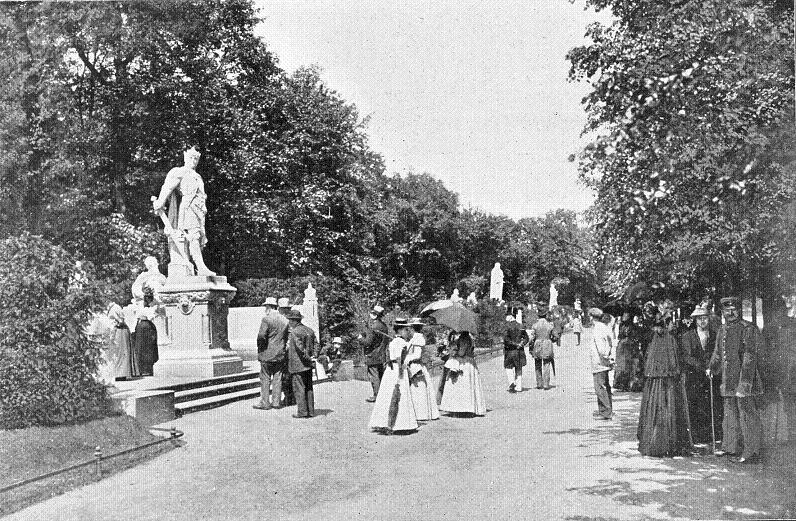
Siegesallee Berlin 1903, chiamata "Puppenallee" dai berlinesi
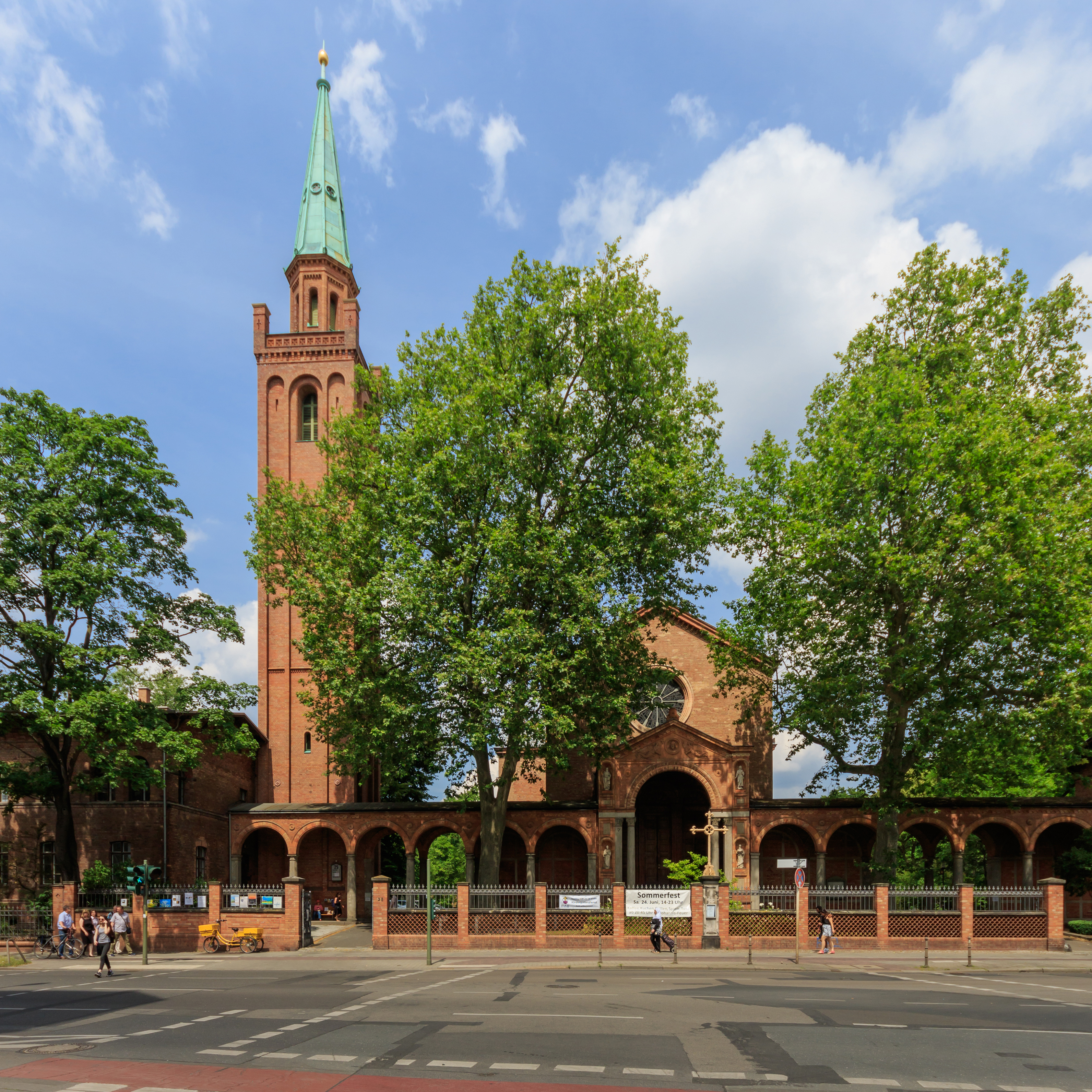
Chiesa di San Giovanni a Berlino Moabit (2017)
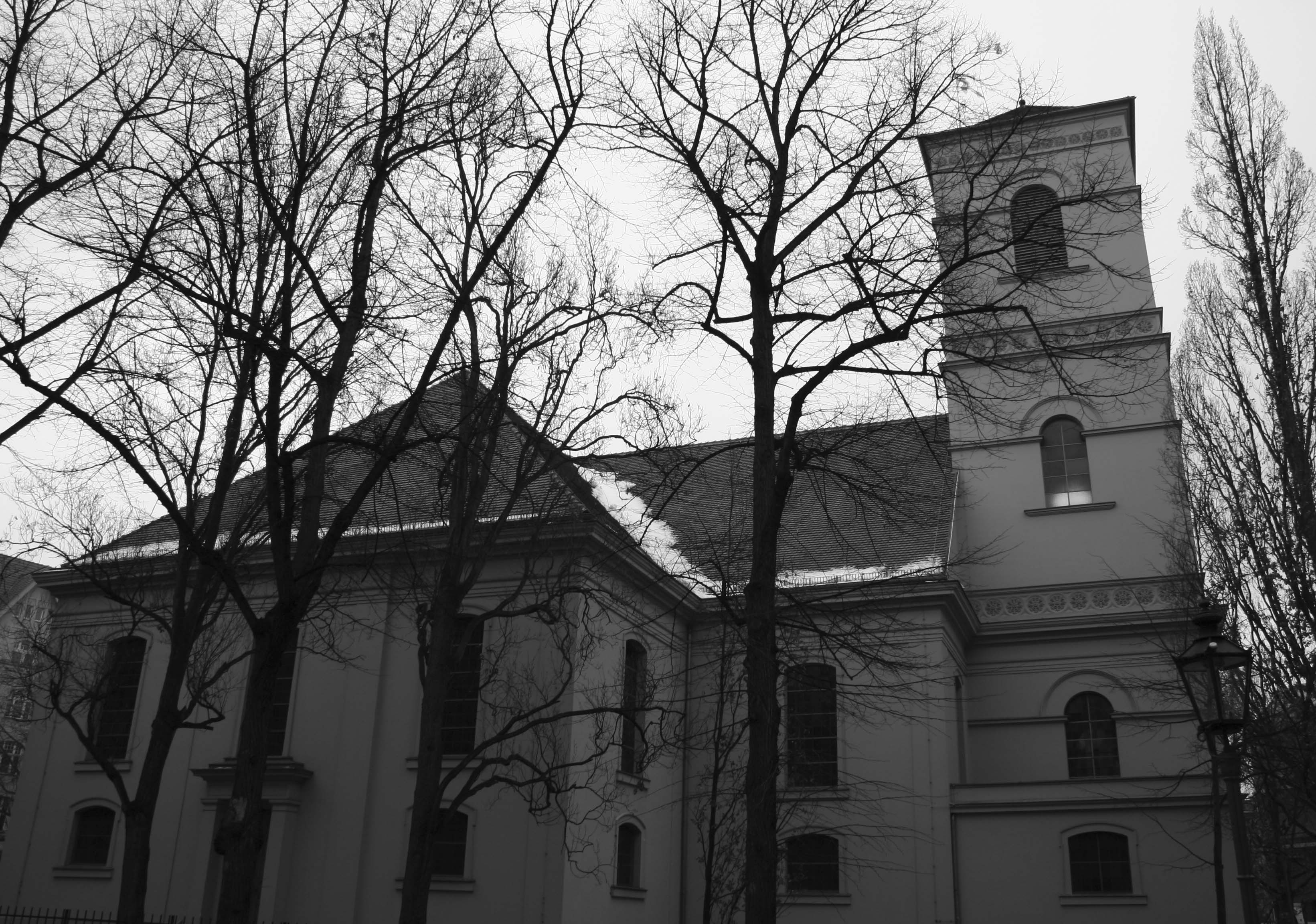
La Luisenkirche a Berlino Charlottenburg
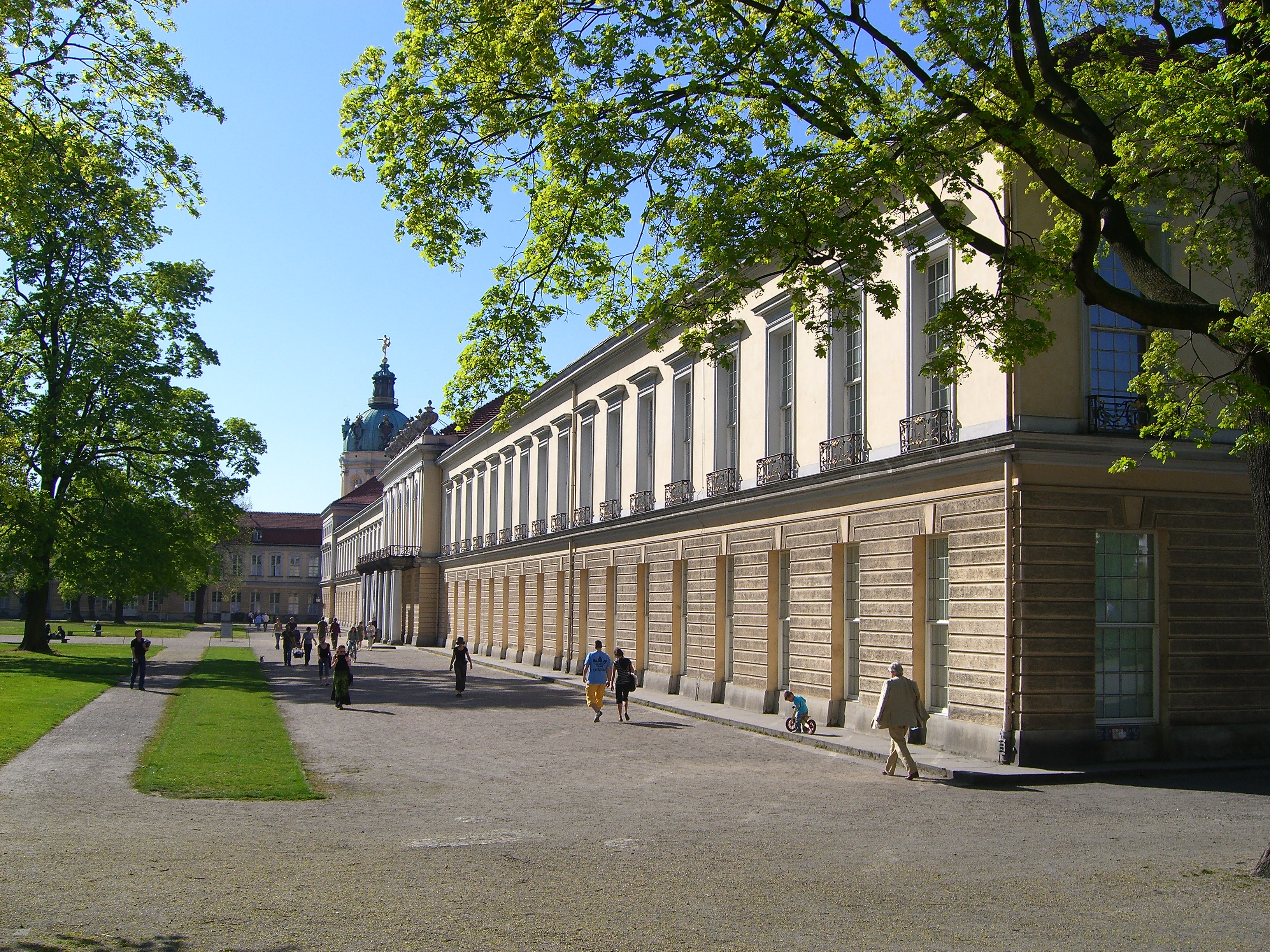
Palazzo Charlottenburg: pianoforte a coda Knobelsdorff
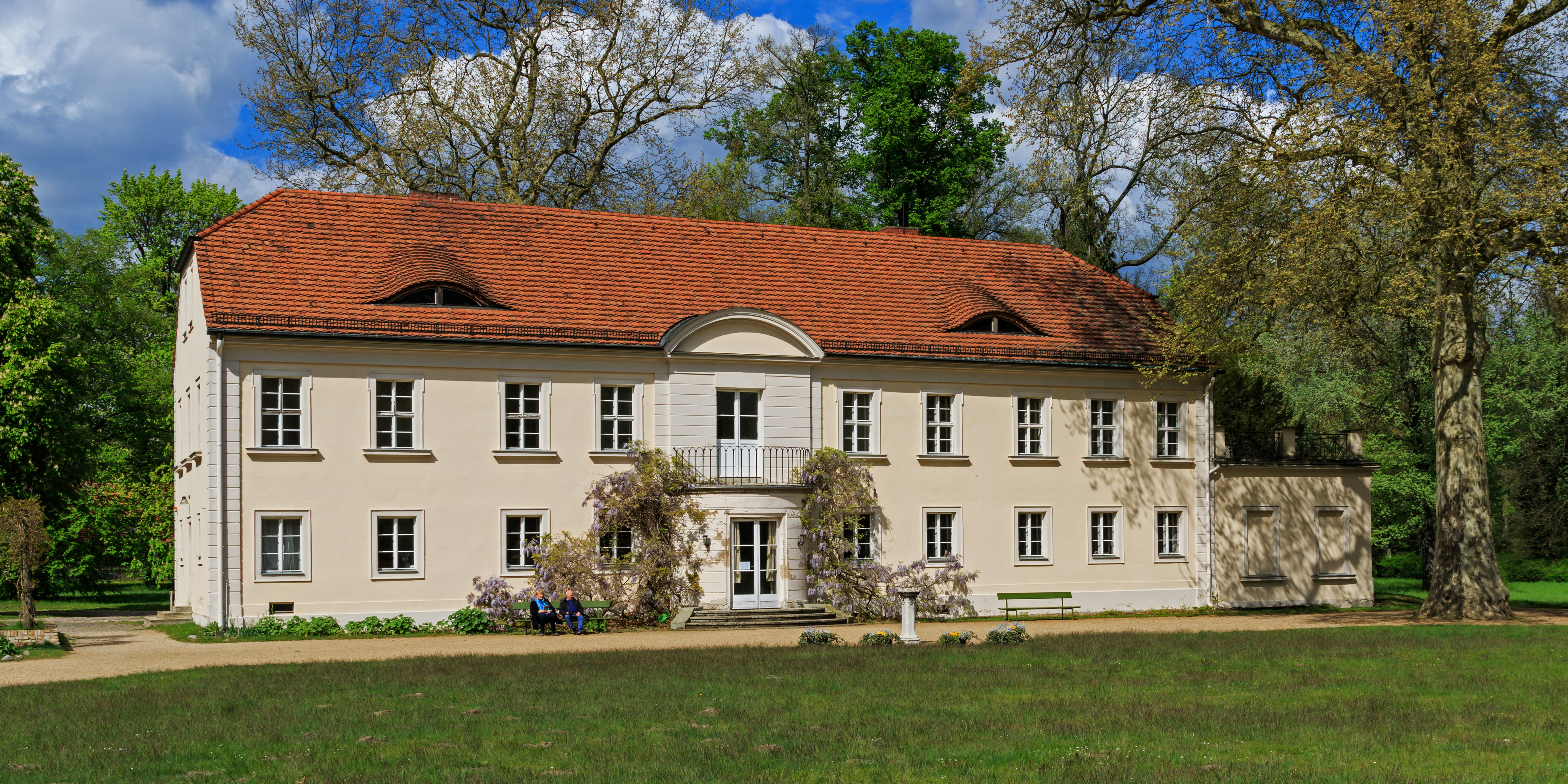
Castello di Sacrow, Primavera 2015
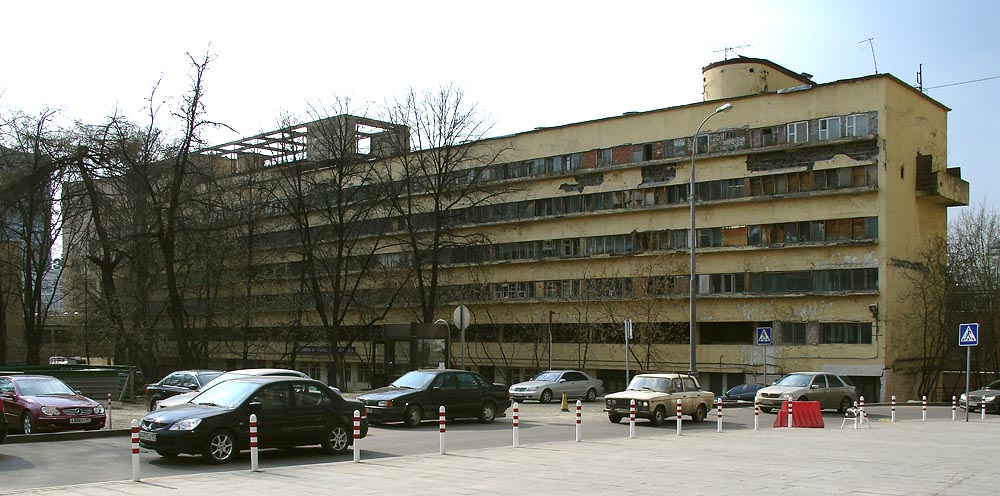
Edificio Narkomfin, Mosca 2007

## Proprie opere letterarie - saggistica
- Restaurieren und Berufsethos - (Articolo) Autore: Hinnerk Scheper (Fonte: Deutsche Kunst und Denkmalpflege / hrsg. di d. Vereinigung der Landesdenkmalpfleger in der Bundesrepublik Deutschland. 1955, 109-111 Editore: 1955).
- Gli edifici e i monumenti d'arte di Berlino, distretto di Tiergarten - Autore: Hinnerk Scheper Editore: Berlin: Gebr. Mann Verlag, 1955. (Architettura della sinagoga. Architettura della sinagoga. - Germania - Berlino. Sinagoghe).
- Gli edifici e i monumenti d'arte di Berlino - Autore: Hinnerk Scheper; Paul Ortwin Rave - Editore: Berlin Gebr. Mann
- Gli edifici e i monumenti d'arte di Berlino - Im Auftr. d. Senats v. Berlin ed. di Hinnerk Scheper. Scrittore: Paul Ortwin Rave. Da 3:] Im Auftr. d. Senators f. Bau- u. Wohnungswesen pubblicato dal Conservatore di Stato di Berlino [sp.:] Amt. f. Amt. Conservazione dei monumenti.  Autore: Hinnerk Scheper Editore: Berlin Gebr. Mann 1955.
- Gli edifici e i monumenti d'arte di Berlino - Autore: Hinnerk Scheper; Irmgard Wirth; Berlino (Ovest). Al Senato. Editore: Berlino: Mann, 1955 (presentato da Paul Ortwin Rave / commissionato dal Senato Berlino Ovest. Ed. di Hinnerk Scheper. a cura di Irmgard Wirth.
- DIE BAUWERKE UND KUNSTDENKMÄLER VON BERLIN - rivista, rivista: Serien Verlag: Berlin Gebr. Mann
- (en) Scheper, Hinnerk, 1897-1957. file dell'artista - Autore: Hinnerk Scheper; Ingalls Library, (Materiale manoscritto, materiale d'archivio
- Dieci anni di conservazione dei monumenti a Berlino (articolo) - Autore: Hinnerk Scheper (Fonte: Deutsche Kunst und Denkmalpflege / a cura di d. Vereinigung der Landesdenkmalpfleger in der Bundesrepublik Deutschland. 1957, 56-60 Editore: 1957)
- Tafelband - Autore: Paul Ortwin Rave; Hinnerk Scheper; Irmgard Wirth Verlag: Berlino: Gebr. Mann Verlag, 1961. (Charlottenburg, T. 2.; Città e distretto di Charlottenburg / Scritti e inserto: Paul Ortwin Rave. A cura di Irmgard Wirth, Tafelbd.; Edifici e monumenti d'arte di Berlino / a cura del Senatore per lo sviluppo urbano e la protezione dell'ambiente, Landeskonservator, 2ª ed.)
- Gli edifici e i monumenti d'arte di Berlino. 2], Charlottenburg - Autore: Hinnerk Scheper; Berlino Ovest. Ufficio per la conservazione dei monumenti.
- Gli edifici e i monumenti d'arte di Berlino. 2] Città e distretto di Charlottenburg: Tafelbd. - Autore: Hinnerk Scheper Editore: Berlin Mann 1961
- Volume di testo - Autore: Margarete Kühn; Paul Ortwin Rave; Hinnerk Scheper Verlag: Berlin: Gebr. Mann Verlag, 1970 (Charlottenburg, T. 1.; Schloß Charlottenburg / a cura di Margarete Kühn, testo ibidem; Bauwerke und Kunstdenkmäler von Berlin / a cura del Senator für Stadtentwicklung und Umweltschutz, Landeskonservator, 2ª ed.)
- Gli edifici e i monumenti d'arte di Berlino. 3], Distretto Kreuzberg - Autore: Hinnerk Scheper; Berlino (Ovest). Ufficio per la conservazione dei monumenti. Editore: Berlin Mann
- Gli edifici e i monumenti d'arte di Berlino. 4] Kreuzberg District: Maps and Plans - Autore: Hinnerk Scheper Editore: Berlin Mann 1980
- The Kaiser Wilhelm Memorial Church: Origine e significato - Autore: Vera Frowein-Ziroff; Paul Ortwin Rave; Hinnerk Scheper Verlag: Berlin: Gebr. Mann Verlag, 1982 (Edifici e monumenti d'arte di Berlino / a cura del Senatore per lo sviluppo urbano e la protezione ambientale, Conservatore di Stato, Beih. 9.)
- Foto: Hinnerk Scheper: un Bauhäusler come fotoreporter a Dessau (catalogo della mostra) - Autore: Renate Scheper; Hinnerk Scheper Verlag: Dessau: Anhaltische Verl.-Ges., 1991.(Contributi alla storia della città, 13° ; Scheper, Hinnerk. Fotografia. Dessau 1991)
- Mappe e piani - autore: Manfred Hecker; Paul Ortwin Rave; Hinnerk Scheper (materiale manoscritto, materiale d'archivio) distretto di Kreuzberg / a cura di Manfred Hecker, 4,1; Edifici e monumenti d'arte di Berlino / a cura del Senatore per lo sviluppo urbano e la protezione dell'ambiente, Curatore dello Stato, 4ª ed.)
- Hinnerk Scheper: progettista del colore, fotografo, conservatore di monumenti influenzati dal Bauhaus - Autore: Hinnerk Scheper; Renate Scheper; Förderverein Meisterhäuser Dessau Verlag: Bramsche: Rasch, 2007 (libro catalogo della mostra nella casa dei maestri Muche a Dessau dal 5 ottobre al 25 novembre 2007, organizzata dal Förderverein Meisterhäuser Dessau e.V. con il sostegno della città di Dessau-Rosslau; dal 7 marzo al 18 maggio 2008, la mostra sarà presentata anche dal Förderkreis der Bauhaus-Universität Weimar e.V. nella Haus am Horn di Weimar)[29]

## Letteratura
- Renate Scheper: "Foto: Hinnerk Scheper. Un Bauhäusler come fotoreporter a Dessau". Anhaltische Verlags-Gesellschaft, Dessau 1991, ISBN 3-910192-11-4.
- Renate Scheper (Ed.): Hinnerk Scheper: Colour designer, fotografo, conservatore di monumenti influenzato dal Bauhaus. Rasch, Bramsche 2007, ISBN 978-3-89946-093-3.

## Link web
- Hinnerk Scheper nell'Archivio del Bauhaus
- Il palazzo della narcomania Archiviato il 21 febbraio 2020 in Internet Archive. (sito web russo in inglese)
- Sfondi del Bauhaus